# Botanik (Wohlfahrtsmarkenserie der Deutschen Bundespost Berlin)
Botanik oder unter dem geläufigeren Namen Blumen bzw. Flora war ab 1974 bis 1985 eine gemeinsame Wohlfahrtsmarkenserie der Deutschen Bundespost Berlin und der Deutschen Bundespost, siehe: Botanik (Wohlfahrtsmarkenserie der Deutschen Bundespost). Sie löste die Vorgängerwohlfahrtsserie Musikinstrumente ab. Die Serie wurde 1986 von der Wohlfahrtsserie „Kostbare Gläser“ abgelöst.
Die Bundespost feierte 1974 das Jubiläum „25 Jahre Wohlfahrtsmarken“ aus diesem Anlass wurde diese Bezeichnung statt der bisherigen Bezeichnung „Wohlfahrtsmarke (Jahreszahl)“ gewählt. Ab 1979 trugen die Marken die Bezeichnung „Für die Wohlfahrtspflege“.
Alle von 1974 bis 1982 herausgegebenen Wohlfahrtsmarken sowie die in der Gestaltung ähnlichen Weihnachtsmarken von 1974 und 1975 wurden von Heinz Schillinger entworfen. In den Folgejahren wechselten die Künstler.

## Liste der Ausgaben und Motive
Legende
- Bild: Eine bearbeitete Abbildung der genannten Marke. Das Verhältnis der Größe der Briefmarken zueinander ist in diesem Artikel annähernd maßstabsgerecht dargestellt. Sollten keine Marken abgebildet sein, liegt es daran, dass das Urheberrecht des Künstlers noch nicht erloschen ist.
- Beschreibung: Eine Kurzbeschreibung des Motivs und/oder des Ausgabegrundes. Bei ausgegebenen Serien oder Blocks werden die zusammengehörigen Beschreibungen mit einer Markierung versehen eingerückt.
- Wert: Der Frankaturwert der einzelnen Marke in Pfennig. Ein „+“ bedeutet, dass es sich um eine Zuschlagsmarke handelt (= Frankaturwert + Spende).
- Ausgabedatum: Das Datum des erstmaligen Verkaufs dieser Briefmarke.
- Auflage: Soweit bekannt, wird hier die zum Verkauf angebotene Anzahl dieser Ausgabe angegeben.
- Entwurf: Soweit bekannt, wird hier angegeben, von wem der Entwurf dieser Marke stammt.
- Mi.-Nr.: Diese Briefmarke wird im Michel-Katalog unter der entsprechenden Nummer gelistet.

| Deutsche Bundespost Berlin | |                  |                  |            |                   |         |
| Bild                       | Beschreibung | Werte in Pfennig | Ausgabe- datum   | Auflage    | Entwurf           | Mi.-Nr. |
|                            | 25 Jahre Wohlfahrtsmarken 1974: Blumensträuße - Frühlingsstrauß                                                                                       | 30+15            | 15. Oktober 1974 | 5.770.000  | Heinz Schillinger | 473     |
|                            | - Herbststrauß | 40+20            | 15. Oktober 1974 | 5.745.000  | Heinz Schillinger | 474     |
|                            | - Rosenstrauß | 50+25            | 15. Oktober 1974 | 6.516.000  | Heinz Schillinger | 475     |
|                            | - Winterlicher Strauß | 70+35            | 15. Oktober 1974 | 4.055.000  | Heinz Schillinger | 476     |
|                            | Wohlfahrtsmarke 1975: Alpenblumen - Gelber Enzian Gentiana lutea                                                                                      | 30+15            | 15. Oktober 1975 | 5.959.000  | Heinz Schillinger | 510     |
|                            | - Arnika Arnica montana | 40+20            | 15. Oktober 1975 | 6.029.000  | Heinz Schillinger | 511     |
|                            | - Europäisches Alpenveilchen Cyclamen purpurascens | 50+25            | 15. Oktober 1975 | 7.565.000  | Heinz Schillinger | 512     |
|                            | - Stängelloser Enzian (Clusius-Enzian) Gentiana clusii                                                                                                | 70+35            | 15. Oktober 1975 | 4.395.000  | Heinz Schillinger | 513     |
|                            | Wohlfahrtsmarke 1976: Gartenblumen - Iris Iris germanica                                                                                              | 30+15            | 14. Oktober 1976 | 6.530.000  | Heinz Schillinger | 524     |
|                            | - Goldlack Cheiranthus cheiri | 40+20            | 14. Oktober 1976 | 6.555.000  | Heinz Schillinger | 525     |
|                            | - Dahlie Dahlia variabilis | 50+25            | 14. Oktober 1976 | 8.213.000  | Heinz Schillinger | 526     |
|                            | - Hoher Rittersporn Delphinium elatum | 70+35            | 14. Oktober 1976 | 4.560.000  | Heinz Schillinger | 527     |
|                            | Wohlfahrtsmarke 1977: Wiesenblumen - Margerite Chrysanthemum leucanthemum                                                                             | 30+15            | 13. Oktober 1977 | 7.001.000  | Heinz Schillinger | 556     |
|                            | - Sumpfdotterblume Caltha palustris | 40+20            | 13. Oktober 1977 | 6.932.000  | Heinz Schillinger | 557     |
|                            | - Esparsette Onobrychis viciaefolia | 50+25            | 13. Oktober 1977 | 8.652.000  | Heinz Schillinger | 558     |
|                            | - Vergissmeinnicht Myosotis palustris | 70+35            | 13. Oktober 1977 | 4.481.000  | Heinz Schillinger | 559     |
|                            | Wohlfahrtsmarke 1978: Waldblumen - Salomonssiegel Polygonatum multiflorum                                                                             | 30+15            | 12. Oktober 1978 | 9.760.000  | Heinz Schillinger | 573     |
|                            | - Wald-Schlüsselblume Primula elatior | 40+20            | 12. Oktober 1978 | 8.314.000  | Heinz Schillinger | 574     |
|                            | - Rotes Waldvögelein Cephalanthera rubra | 50+25            | 12. Oktober 1978 | 8.710.000  | Heinz Schillinger | 575     |
|                            | - Günsel Ajuga reptans | 70+35            | 12. Oktober 1978 | 4.560.000  | Heinz Schillinger | 576     |
|                            | Für die Wohlfahrtspflege 1979: Blüten und Früchte des Waldes - Lärche Larix decidua                                                                   | 40+20            | 11. Oktober 1979 | 8.000.000  | Heinz Schillinger | 607     |
|                            | - Haselnuss Corylus avellana | 50+25            | 11. Oktober 1979 | 8.300.000  | Heinz Schillinger | 608     |
|                            | - Roßkastanie Aesculus hippocastanum | 60+30            | 11. Oktober 1979 | 10.200.000 | Heinz Schillinger | 609     |
|                            | - Schlehe Prunus spinosa | 90+45            | 11. Oktober 1979 | 4.700.000  | Heinz Schillinger | 610     |
|                            | Für die Wohlfahrtspflege 1980: Gefährdete Ackerwildkräuter - Breitsame Orlaya grandiflora                                                             | 40+20            | 9. Oktober 1980  | 9.052.000  | Heinz Schillinger | 629     |
|                            | - Acker-Goldstern Gagea arvensis | 50+25            | 9. Oktober 1980  | 8.830.000  | Heinz Schillinger | 630     |
|                            | - Sommer-Adonisröschen Adonis aestivalis | 60+30            | 9. Oktober 1980  | 10.499.000 | Heinz Schillinger | 631     |
|                            | - Kleiner Frauenspiegel Legousia hybrida | 90+45            | 9. Oktober 1980  | 5.124.000  | Heinz Schillinger | 632     |
|                            | Für die Wohlfahrtspflege 1981: Gefährdete Moor-, Sumpfwiesen- und Wasserpflanzen - Schlangenwurz Calla palustris                                      | 40+20            | 8. Oktober 1981  | 9.490.000  | Heinz Schillinger | 650     |
|                            | - Karlsszepter Pedicularis sceptrum-carolinum | 50+25            | 8. Oktober 1981  | 8.746.000  | Heinz Schillinger | 651     |
|                            | - Sumpfgladiole Gladiolus palustris | 60+30            | 8. Oktober 1981  | 10.155.000 | Heinz Schillinger | 652     |
|                            | - Sibirische Schwertlilie Iris sibirica | 90+45            | 8. Oktober 1981  | 4.502.000  | Heinz Schillinger | 653     |
|                            | Für die Wohlfahrtspflege 1982: Gartenrosen - Floribunda-Grandiflora                                                                                   | 50+20            | 14. Oktober 1982 | 13.439.000 | Heinz Schillinger | 680     |
|                            | - Teehybride | 60+30            | 14. Oktober 1982 | 11.941.000 | Heinz Schillinger | 681     |
|                            | - Floribunda | 80+40            | 14. Oktober 1982 | 10.905.000 | Heinz Schillinger | 682     |
|                            | - Miniatur-Rose | 120+60           | 14. Oktober 1982 | 4.696.000  | Heinz Schillinger | 683     |
|                            | Für die Wohlfahrtspflege 1983: Gefährdete Alpenblumen - Berghähnlein Anemone narcissiflora                                                            | 50+20            | 13. Oktober 1983 | 8.540.000  | Karin Blume       | 703     |
|                            | - Alpenaurikel Primula auricula | 60+30            | 13. Oktober 1983 | 7.690.000  | Karin Blume       | 704     |
|                            | - Zwerg-Primel Primula minima | 80+40            | 13. Oktober 1983 | 11.330.000 | Karin Blume       | 705     |
|                            | - Einseles Akelei (Kleinblütige Akelei) Aquilegia einseleana                                                                                          | 120+60           | 13. Oktober 1983 | 4.230.000  | Karin Blume       | 706     |
|                            | Für die Wohlfahrtspflege 1984: Orchideen - Kleines Zweiblatt Listera cordata                                                                          | 50+20            | 18. Oktober 1984 | 9.105.000  | Günter Jacki      | 724     |
|                            | - Fliegen-Ragwurz Ophrys insectifera | 60+30            | 18. Oktober 1984 | 7.517.000  | Günter Jacki      | 725     |
|                            | - Echte Sumpfwurz Epipactis palustris | 80+40            | 18. Oktober 1984 | 10.843.000 | Günter Jacki      | 726     |
|                            | - Wanzen-Knabenkraut Orchis coriophora | 120+60           | 18. Oktober 1984 | 4.231.000  | Günter Jacki      | 727     |
|                            | Für die Wohlfahrtspflege 1985: Miniaturen - Streublumen, Beeren, Vögel und Insekten nach Motiven aus den Bordüren eines mittelalterlichen Gebetbuches | 50+20            | 15. Oktober 1985 | 9.490.000  | Holger Börnsen    | 744     |
|                            | - Streublumen, Beeren, Vögel und Insekten nach Motiven aus den Bordüren eines mittelalterlichen Gebetbuches                                           | 60+30            | 15. Oktober 1985 | 7.000.000  | Holger Börnsen    | 745     |
|                            | - Streublumen, Beeren, Vögel und Insekten nach Motiven aus den Bordüren eines mittelalterlichen Gebetbuches                                           | 80+40            | 15. Oktober 1985 | 11.340.000 | Holger Börnsen    | 746     |
|                            | - Streublumen, Beeren, Vögel und Insekten nach Motiven aus den Bordüren eines mittelalterlichen Gebetbuches                                           | 120+60           | 15. Oktober 1985 | 3.970.000  | Holger Börnsen    | 747     |